# 色界

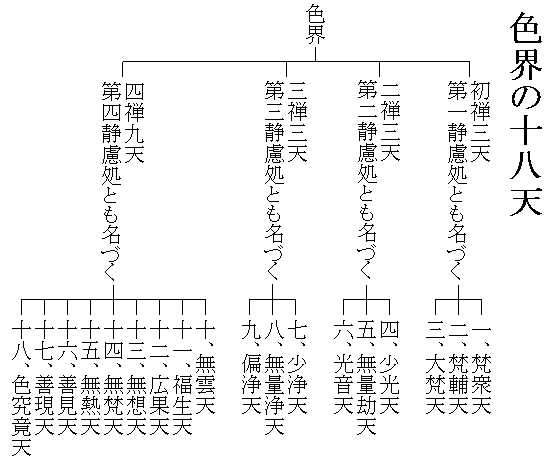
色界の十八天（一例。なお善現・善見が逆さまであるが、これは誤り）

色界（しきかい、Skt：rūpa-dhātu）は三界の一つ。色天、色行天ともいう。欲望を離れた清浄な物質の世界。無色界の下にあり、欲界の上にある。この色界には四禅の四地、初禅、第二禅、第三禅、第四禅があり、これを過ぎると無色界に入る。天界28天に属す。色は物質の義、あるいは変礙の義。
色界に住む天人は、食欲と淫欲を断じ、男女の区別がなく、光明を食とするという。しかし情欲と色欲はある。色界の諸天は、世間の禅定ならびに上品の十善を修してこの報を感じるという。
大乗仏教（特に唯識派）では、上座部と同じく18天とするが、薩婆多部は16天、経部は17天とするなど、数には諸説ある。この18天は四禅に分類できる。

## 18天
上位から述べると次の通りになる。
1. 色究竟天
2. 善見天
3. 善現天
4. 無熱天
5. 無煩天（ここから色究竟天までは浄居天と呼ばれ、寿命が尽きればそのまま仏と成る）
6. 広果天
7. 無想天（薩婆多・経の2部は、広果天の中に摂す）
8. 福生天
9. 無雲天
10. 遍照天
11. 無量浄天
12. 少浄天
13. 光音天
14. 無量光天
15. 少光天
16. 大梵天
17. 梵輔天
18. 梵衆天

この18天を、四禅に振り分けると以下の通りとなる。
第四禅
色究竟天・善見天・善現天・無熱天・無煩天（これを五浄居天と称す）・広果天・無想天・福生天・無雲天
第三禅
遍照天・無量浄天・少浄天
第二禅
光音天・無量光天・少光天
初禅
大梵天・梵輔天・梵衆天